# Edo Ophof
Edo Ophof (Rhenen, 21 mei 1959) is een Nederlands voormalig profvoetballer en voetbalbestuurder.

## Clubcarrière

### Jeugd
Ophof speelde in zijn jeugd met voetballen bij SV Candia '66 uit zijn geboortestad Rhenen.

### N.E.C.
Hij viel bij SV Candia '66 zo op dat hij door FC Wageningen werd gevraagd. Bij Wageningen kreeg hij uiteindelijk geen contract, maar hij kon wel naar N.E.C. of De Graafschap. Omdat Nijmegen dichterbij lag koos hij in 1976 voor N.E.C.. Bij N.E.C. kreeg Ophof vanaf het seizoen 1978/1979 een vaste basisplaats.

### Ajax
Voor driehonderdduizend gulden werd hij in juli 1980 gekocht door Ajax-trainer Leo Beenhakker. Ophof speelde in acht seizoenen honderdachtenvijftig competitiewedstrijden en scoorde hierin zestien keer. Slechts 1 maal in deze 8 jaar eindigde Ajax beneden de top-2 (1983/84: 3de, met een achterstand van slechts 1 qua punten, en 2 qua doelsaldo, op nummer 2, PSV). Ajax behaalde van 1980/81 tot en met 1987/88 achtereenvolgens als doelsaldi in de eredivisie: +34 (88-54), +75 (117-42), +65 (106-41), +54 (100-46), +47 (93-46), +85 (120-35), +62 (92-30), +38 (78-40). In deze tijd werden enkele opmerkelijke uitslagen geboekt: Ajax-Feyenoord 8-2 (1983/84, 18-9-1983, 27 jaar lang de grootste nederlaag van Feyenoord tot oktober 2010, nog steeds de grootste overwinning van Ajax op Feyenoord), Ajax-Red Boys Differdange 14-0 (1984/85, 3-10-1984, de grootste overwinning van een Nederlandse club in een Europacup-toernooi in 1 wedstrijd, bijna een evenaring van het Europese record uit 1963/64, Sporting Lissabon-APOEL Nicosia 16-1, 15 goals verschil), Ajax-Sparta 9-0 (1985/86, 8-12-1985, grootste nederlaag Sparta; Sparta eindigde als 7de in de eredivisie in 1985/86; later volgde een evenaring, Ajax-Sparta 9-0, 2000/01, 18-3-2001). Ophof speelde samen met onder meer Frank Arnesen, Soren Lerby, Tscheu La Ling, Wim Kieft, Frank Rijkaard, Gerald Vanenburg, Sonny Silooy, Jesper Olsen, Johan Cruijff, John van 't Schip, Marco van Basten, Jan Molby, Ronald Koeman, John Bosman, Stanley Menzo en Rob de Wit.

### AZ
Na acht seizoenen Ajax vertrok Ophof in juli 1988 naar AZ, waar hij in een seizoen tweeëndertig competitiewedstrijden speelde en hierin acht keer scoorde.

### FC Utrecht
Na een seizoen AZ vertrok Ophof in juli 1989 naar FC Utrecht, waar hij in een seizoen veertien competitiewedstrijden speelde. Na een seizoen FC Utrecht beëindigde Ophof in 1990 zijn voetballoopbaan.

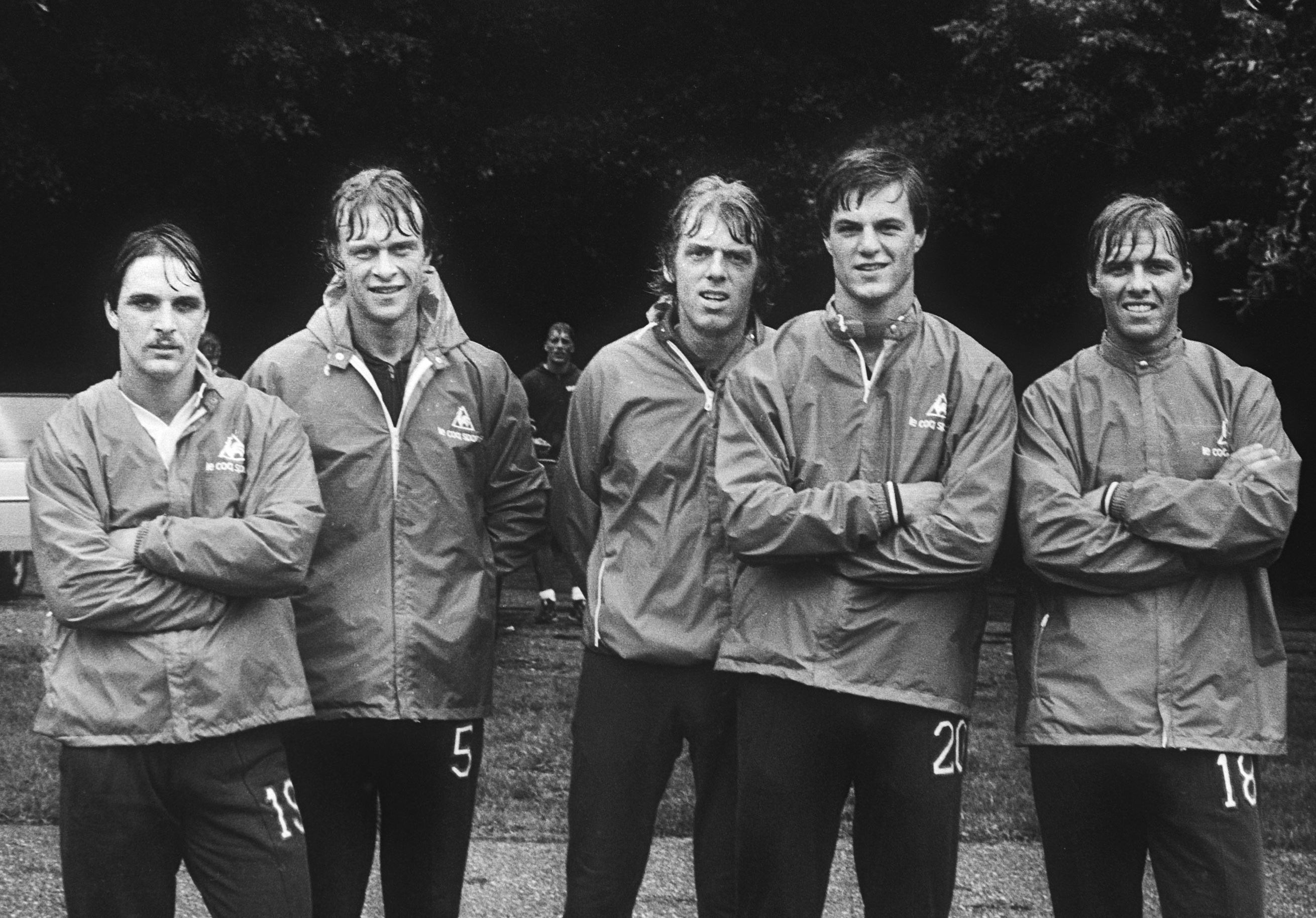
14-7-1980: Ajax-trainer Leo Beenhakker (midden), geflankeerd door zijn aankopen Edo Ophof, Sten Ziegler (beiden links), Hans Galjé en Keje Molenaar (beiden rechts).

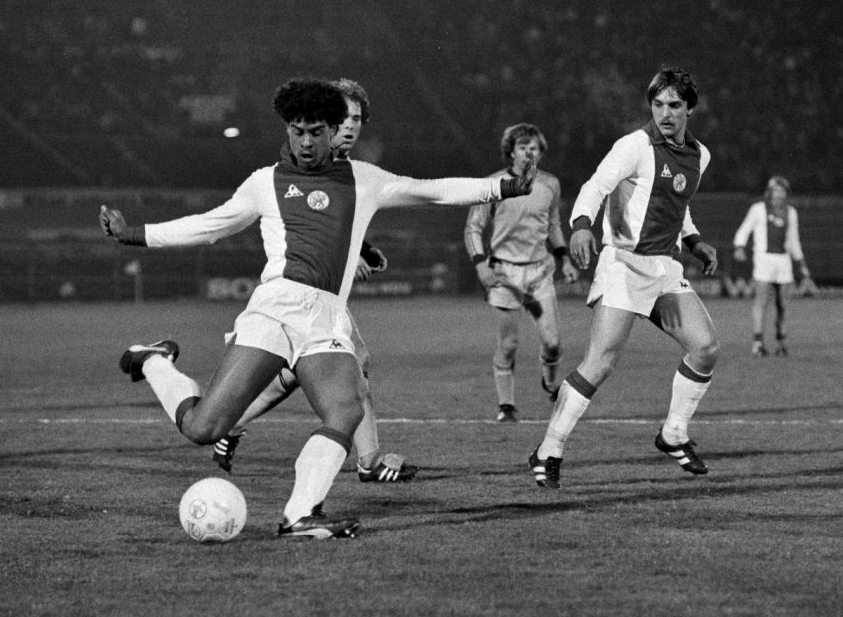
5-11-1980 EC 1 Ajax-Bayern München 2-1, Frank Rijkaard scoort 2-0; rechts op de voorgrond Edo Ophof.

## Interlandcarrière
Tijdens zijn tijd bij Ajax werd Ophof geselecteerd door Kees Rijvers voor het Nederlands elftal. Tussen 1981 en 1985 speelde hij vijftien interlands voor Oranje en kwam hij tweemaal tot scoren.
Edo Ophof was bij N.E.C. van 2011 tot 2013 lid van de raad van commissarissen. Tevens was Ophof van 2009 tot 2013 voorzitter bij SV Leones uit Beneden-Leeuwen, totdat hij in 2013 directeur spelersbeleid werd bij N.E.C. als opvolger van de ontslagen Carlos Aalbers. Datzelfde seizoen degradeerde N.E.C., waardoor de positie van Ophof onder vuur kwam te liggen.

## Erelijst
Ajax
- Eredivisie: 1981/82, 1982/83, 1984/85
- KNVB beker: 1982/83, 1985/86, 1986/87
- European Cup Winners Cup: 1986/87